# 拉霍尔姆市镇
拉霍尔姆市镇（瑞典語：Laholms kommun）是瑞典西南部哈兰省的一个市镇。其治所位于拉霍尔姆。